# Jérémy Toulalan
Jérémy Toulalan (pronunție în franceză [ʒeʁemi tulalɑ̃]; n. 10 septembrie 1983, Nantes, Franța) este un fotbalist francez care evoluează la clubul Girondins de Bordeaux în Ligue 1. De obicei el evoluează pe poziția de mijlocaș defensiv, însă poate fi utilizat și ca fundaș central.
Toulalan a debutat ca profesionist la clubul FC Nantes în 2002. În mai 2006, el a semnat un contract pe patru ani cu Olympique Lyonnais și a ajutat echipa să câștige două titluri în 2007 și 2008. Din iunie 2011, evoluează la Malaga CF.
Toulalan a reprezentat echipa națională de fotbal a Franței la Euro 2008 și la Campionatul Mondial de Fotbal 2010.

## Statistici carieră
(Actualizat la 21 februarie 2014)
| Club               | Sezon        | Campionat | Campionat | Campionat | Cupă    | Cupă   | Cupă     | Europa  | Europa | Europa   | Total   | Total  | Total    |
| Club               | Sezon        | Meciuri   | Goluri    | Asisturi  | Meciuri | Goluri | Asisturi | Meciuri | Goluri | Asisturi | Meciuri | Goluri | Asisturi |
| ------------------ | ------------ | --------- | --------- | --------- | ------- | ------ | -------- | ------- | ------ | -------- | ------- | ------ | -------- |
| Nantes             | 2001–02      | 1         | 0         | 0         | 0       | 0      | 0        | 1       | 0      | 0        | 2       | 0      | 0        |
| Nantes             | 2002–03      | 13        | 0         | 0         | 2       | 0      | 0        | 0       | 0      | 0        | 15      | 0      | 0        |
| Nantes             | 2003–04      | 20        | 0         | 0         | 2       | 0      | 0        | 0       | 0      | 0        | 22      | 0      | 0        |
| Nantes             | 2004–05      | 31        | 1         | 2         | 2       | 0      | 0        | 0       | 0      | 0        | 33      | 1      | 2        |
| Nantes             | 2005–06      | 29        | 0         | 1         | 2       | 0      | 0        | 0       | 0      | 0        | 31      | 0      | 1        |
| Total              | Total        | 94        | 1         | 3         | 8       | 0      | 0        | 1       | 0      | 0        | 103     | 1      | 3        |
| Olympique Lyonnais |              |           |           |           |         |        |          |         |        |          |         |        |          |
| 2006–07            | 32           | 0         | 3         | 6         | 0       | 0      | 7        | 0       | 0      | 45       | 0       | 3      |          |
| 2007–08            | 30           | 0         | 1         | 6         | 0       | 0      | 5        | 0       | 0      | 41       | 0       | 1      |          |
| 2008–09            | 33           | 0         | 1         | 3         | 0       | 0      | 8        | 0       | 1      | 44       | 0       | 2      |          |
| 2009–10            | 31           | 0         | 1         | 3         | 1       | 0      | 11       | 0       | 0      | 45       | 1       | 1      |          |
| 2010–11            | 20           | 0         | 1         | 2         | 0       | 0      | 4        | 0       | 0      | 26       | 0       | 1      |          |
| Total              | Total        | 146       | 0         | 7         | 20      | 1      | 0        | 35      | 0      | 1        | 201     | 1      | 8        |
| Málaga CF          | 2011–12      | 24        | 3         | 0         | 1       | 0      | 0        | 0       | 0      | 0        | 25      | 3      | 0        |
| Total              | Total        | 24        | 3         | 0         | 1       | 0      | 0        | 0       | 0      | 0        | 25      | 3      | 0        |
| AS Monaco FC       | 2013-14      | 20        | 1         | 0         | 0       | 0      | 0        | 0       | 0      | 0        | 20      | 1      | 0        |
| Total              | Total        | 20        | 1         | 0         | 0       | 0      | 0        | 0       | 0      | 0        | 20      | 1      | 0        |
| Career total       | Career total | 299       | 4         | 10        | 30      | 1      | 0        | 41      | 0      | 1        | 368     | 6      | 11       |

### Internațional
(La 17 iunie 2010)
| Echipa | Sezon   | Meciuri | Goluri | Pase de gol |
| ------ | ------- | ------- | ------ | ----------- |
| Franța | 2006–07 | 4       | 0      | 1           |
| Franța | 2007–08 | 12      | 0      | 1           |
| Franța | 2008–09 | 11      | 0      | 0           |
| Franța | 2009–10 | 9       | 0      | 0           |
| Total  | Total   | 36      | 0      | 2           |

## Palmares

### Club
Lyon
- Ligue 1: 2006–07, 2007–08
- Coupe de France: 2008
- Trophée des champions: 2006, 2007

### Individual
- UNFP Ligue 1 Young Player of the Year: 2004–05
- UNFP Ligue 1 Team of the Year: 2004–05, 2007–08